# Червоний Кут (Сумський район)
Червоний Кут — село в Україні, у Степанівській селищній громаді Сумського району Сумської області. Населення становить 179 осіб. До 2017 орган місцевого самоврядування — Підліснівська сільська рада.

## Географія
Село Червоний Кут знаходиться на березі річки Сумка, вище за течією на відстані 1,5 км розташоване село Новосуханівка, нижче за течією на відстані 4 км розташоване селище Степанівка. Поруч проходить автомобільна дорога Р61.

## Історія
12 червня 2020 року, відповідно до розпорядження Кабінету Міністрів України № 723-р «Про визначення адміністративних центрів та затвердження територій територіальних громад Сумської області», село увійшло до складу Степанівської селищної громади.
19 липня 2020 року, в результаті адміністративно-територіальної реформи та ліквідації Сумського району(1923—2020), увійшло до складу новоутвореного Сумського району.

## Метеорит
23 червня 1939 року поблизу села Червоний Кут Сумської області впав метеорит Chervony Kut масою 1700 грамів.
У його складі було знайдено кальцій-алюмінієві включення, які датуються віком 4567.30 ± 0.16 Mр, що асоціюється з періодом формування Сонячної системи.
Було також виявлено кореляцію концентрацій ізотопа ⁶⁰Ni та його прабатьківського ізотопа ⁶⁰Fe (період напіврозпаду 2.6 мільйона років), а також стабільні ізотопи заліза у значних кількостях. Оскільки ⁶⁰Fe не є стабільним в астрофізичному масштабі і зустрічається лише в залишках вибухів супернових, склад метеорита свідчить, що у регіоні формування Сонячної системи відбулися одна чи кілька супернових, під час, власне, формування Сонця та протопланетарного диску. Можливо, саме акустична хвиля від такого вибуху спричинила локальне підвищення густини батьківської газопилової туманності, що стало центром гравітаційного колапсу і місцем формування прото-Сонця та планетарного акреційного диску.

## Населення

### Мова
Розподіл населення за рідною мовою за даними :
| Мова       | Кількість | Відсоток |
| ---------- | --------- | -------- |
| українська | 172       | 96.09%   |
| російська  | 6         | 3.35%    |
| білоруська | 1         | 0.56%    |
| Усього     | 179       | 100%     |